# ケヴィン・ボニファーツィ
ケヴィン・ボニファーツィ（Kevin Bonifazi，1996年5月19日 - ）は、イタリア・トッフィア出身のサッカー選手。セリエA・ボローニャFC所属。ポジションはディフェンダー。

## 経歴

### クラブ
15歳の時にSSローブル・シエーナに加入したが、2014年に破産したことで、トリノFCと契約を結んだ。2014-15シーズンに、カンピオナート・プリマヴェーラの優勝に貢献した。
2015-16シーズン、セリエCのベネヴェント・カルチョにレンタル移籍した。2015年9月20日、フォッジャ・カルチョ戦でプロデビューを果たした。2016年1月にカゼルターナFCにレンタル移籍した。2016年2月14日、SSユーヴェ・スタビア戦でプロ初得点を記録した。
2016年7月19日、セリエBのS.P.A.L.にレンタル移籍した。10月22日、カルピFC戦で移籍後初出場を果たした。12月3日、ASチッタデッラ戦で移籍後初ゴールを挙げた。2017年3月17日、トリノとの契約を2022年まで延長した。
2016年11月29日、コッパ・イタリアのカルピFC戦でトリノでのプロ初出場を果たした。2018年3月31日、カリアリ・カルチョ戦にニコラ・ヌクルとの交代で途中出場し、セリエAデビューを果たした。
2018年8月16日、SPALに買取オプションと買戻オプション付きのレンタルで再び加入した。10月20日、ASローマ戦でセリエA初得点を記録した。2019年6月19日、SPALは買取オプションを行使したが、翌20日にトリノは買戻オプションを行使し、トリノに復帰した。
2020年1月24日、SPALに一定の条件で買取義務が発生するレンタルで移籍した。3度目のSPAL加入となった。SPALと2024年までの契約を結んだ。
2020年9月25日、ウディネーゼ・カルチョにレンタル移籍。
2021年7月2日、ボローニャFCに完全移籍。

### 代表
U-21イタリア代表に選出され、2017年9月1日のU-21スペイン代表との親善試合でデビューした。

## タイトル
S.P.A.L.
- セリエB : 2016-17